# Cornelis Wegener Sleeswijk

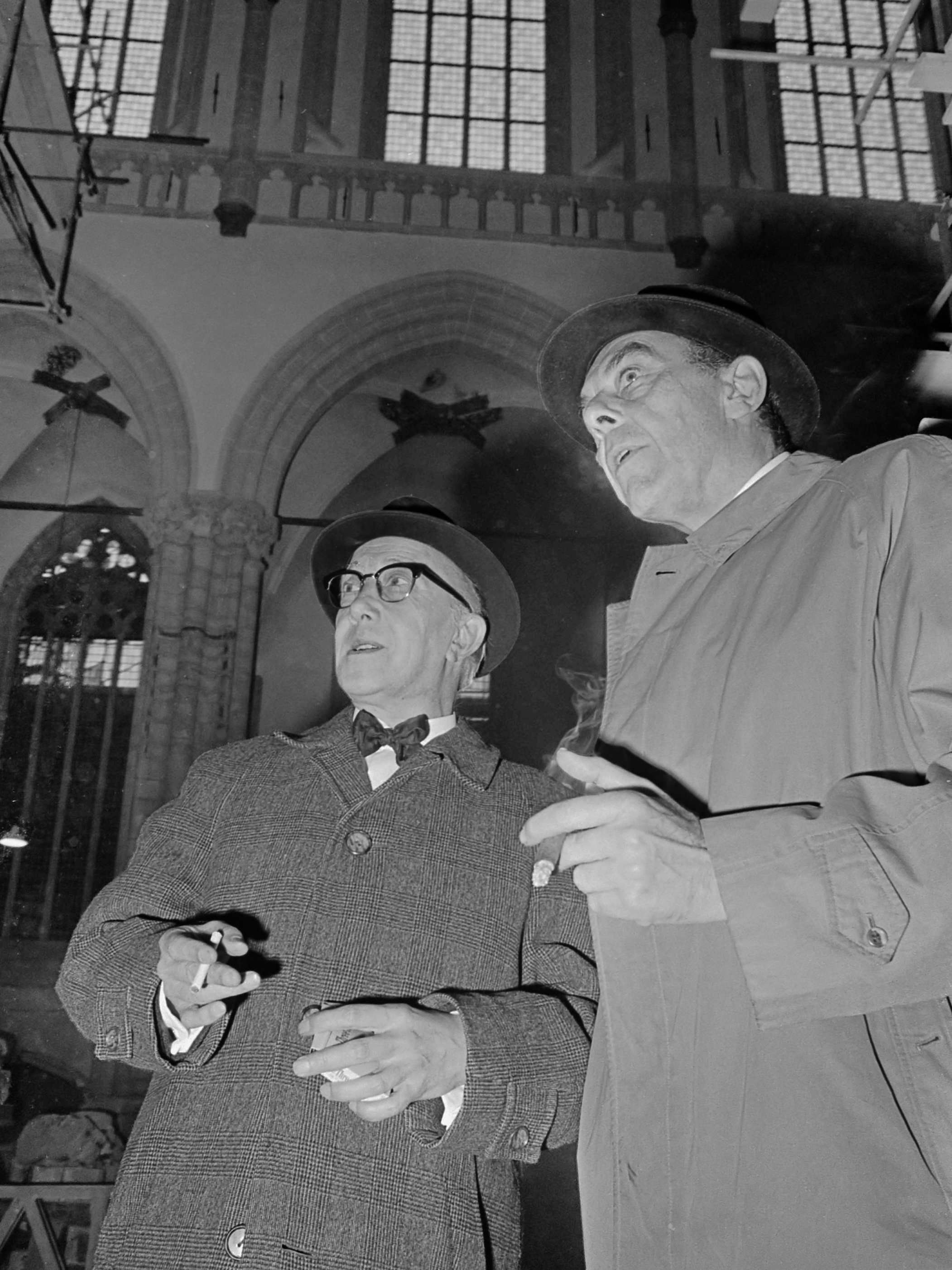
Restauratie van de Nieuwe Kerk te Amsterdam. Links D. Verheus en rechts professor ir. C. Wegener Sleeswijk (1967)

Cornelis Wegener Sleeswijk (Lemsterland, 28 mei 1909 – Amsterdam, 26 december 1991) was een Nederlands architect en hoogleraar aan de Technische Universiteit Delft.
Sleeswijk was een telg uit het geslacht Sleeswijk, onder wie enkele zeilmakers. Veel van prof. ir. Sleeswijks nieuwbouw betrof (moderne) monumentale gebouwen (het Gemeentehuis van Bussum, 1961, bijvoorbeeld), hoewel hij ook wel woningbouw realiseerde (onder andere in Amsterdam Geuzenveld). Ook de nieuwe Jaarbeurshal aan de Croeselaan in Utrecht (1951–’52) is van zijn hand. Samen met Cornelis Johannes Henke en S.J.S. Wichers bouwde hij De Nieuwe Doelen in Gorinchem (1961). In beginjaren zestig was het kantoor de ontwerper van het Pakhuis Koning Willem I in Amsterdam-Oost. Aan gebouw Astoria in Amsterdam, toen nog het in 1904–’05 gebouwde jugendstilkantoor van de Eerste Hollandse Levensverzekerings Bank, voegde hij in 1968–’69 aan weerszijden een uitbreiding in dezelfde stijl toe.
Sleeswijks restauraties varieerden van (relatief) eenvoudige woonhuizen tot prestigieuze gebouwen. In zijn woonplaats Amsterdam restaureerde hij onder andere het Koninklijk Paleis Amsterdam, de Oude Kerk en de Nieuwe Kerk. Zijn bekendste werk in Den Haag is de restauratie en uitbreiding van het complex van de Raad van State aan de Kneuterdijk, uitgevoerd van 1978 - 1983.

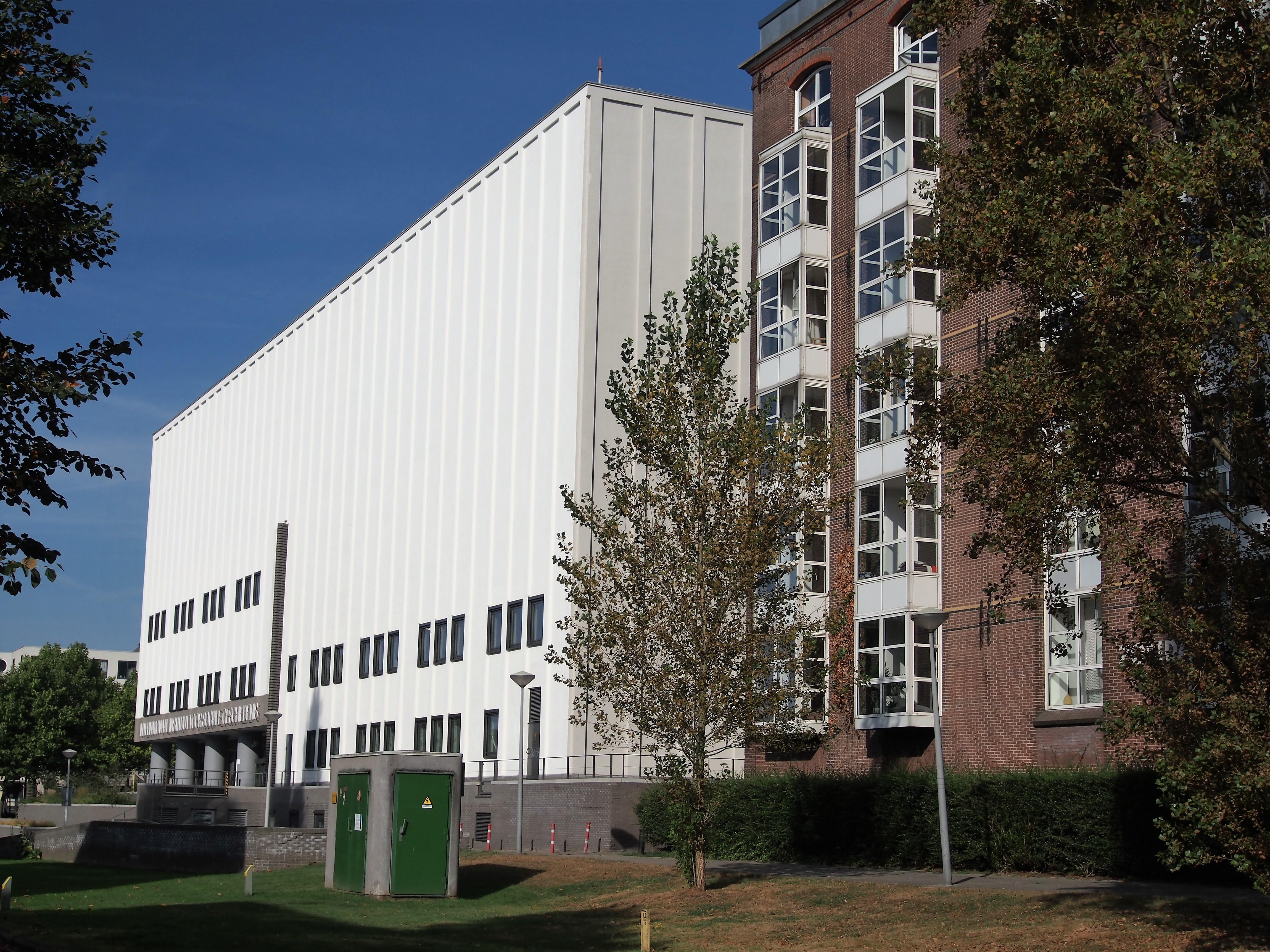
Pakhuis Koning Willem I (IISG)
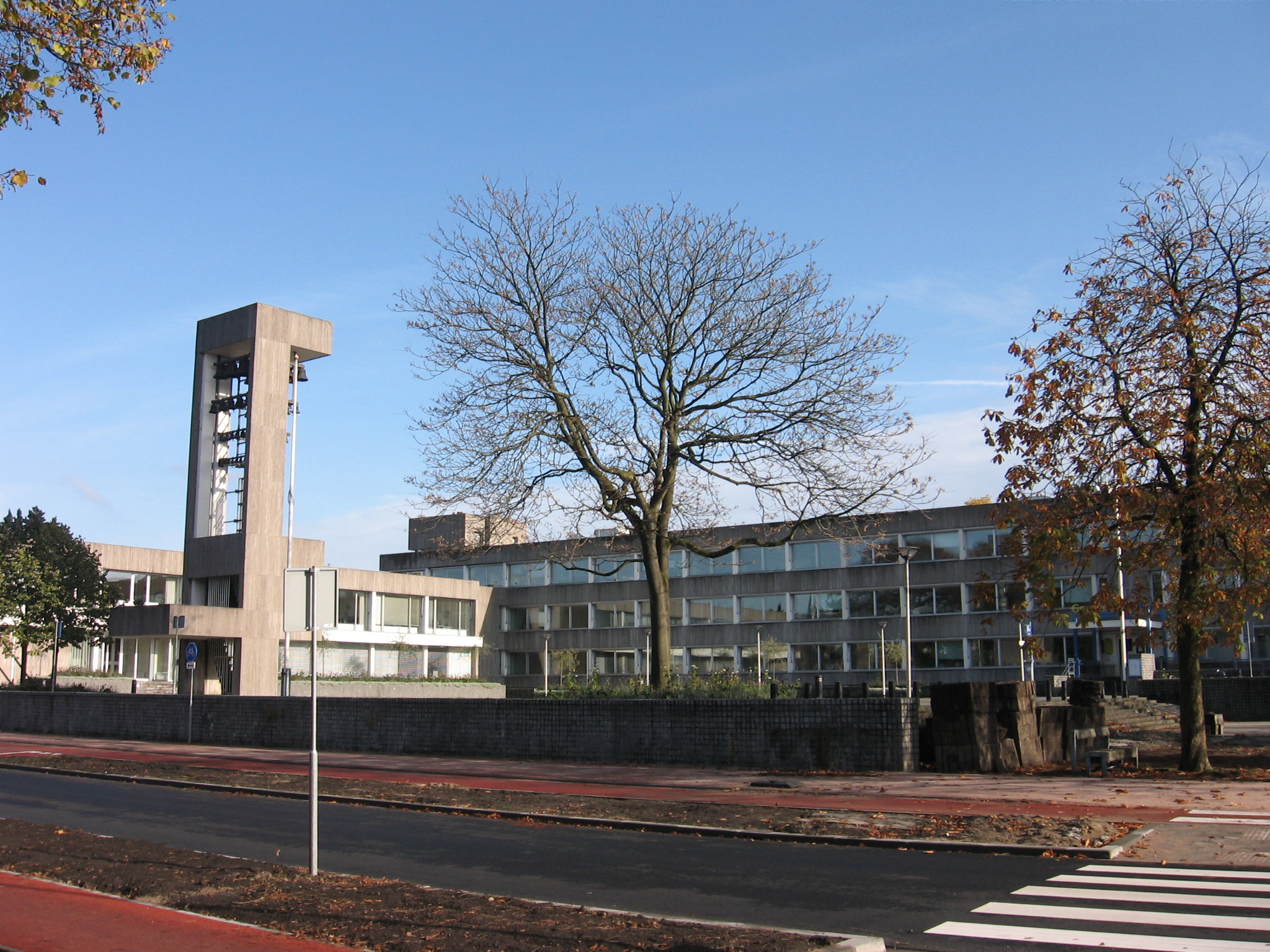
Gemeentehuis in Bussum
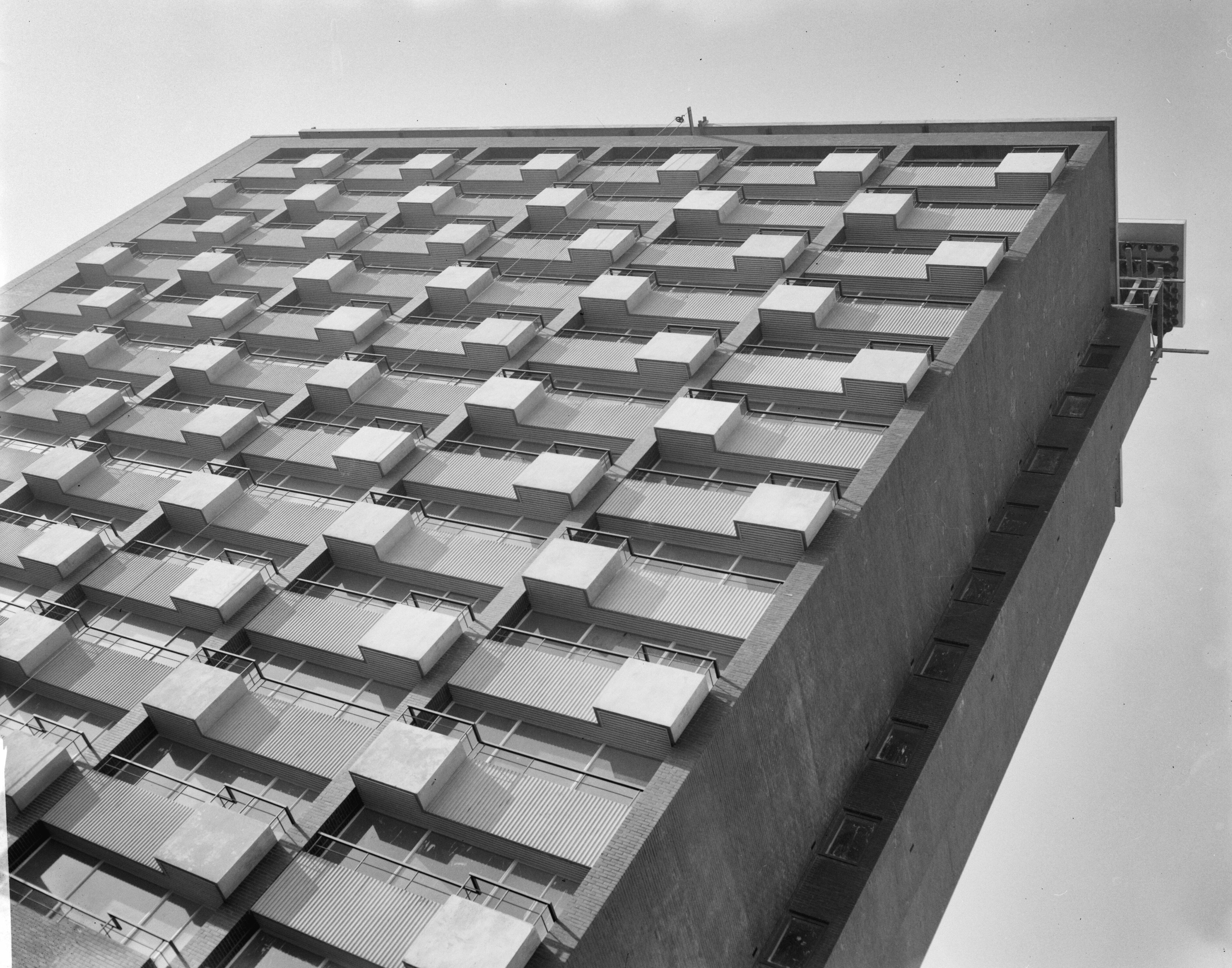
Klokkenhof, Surinameplein Amsterdam, ontwerp Wegener Sleeswijk en S.J.S. Wichers